# Mimovitalisia tuberculata
Mimovitalisia tuberculata là một loài bọ cánh cứng trong họ Cerambycidae.